# Miletićevo
Miletićevo (cyr. Милетићево) – wieś w Serbii, w Wojwodinie, w okręgu południowobanackim, w gminie Plandište. W 2011 roku liczyła 497 mieszkańców.